# Trichocyclus bugai
Trichocyclus bugai is een spinnensoort uit de familie trilspinnen (Pholcidae). De soort komt voor in West-Australië.